# Коса на камень
«Коса на камень» — шестой студийный альбом группы «Вежливый отказ», вышедший в 1997 году.

## Об альбоме
Альбом был выпущен в 1997 году на лейбле «Фили» и отличался от предыдущего как музыкально (состав группы пополнила духовая секция, состоящая из трубача Андрея Соловьёва и саксофониста Павла Тонковида), так и поэтически (произошел отказ от текстов в виде «игры фонем»).
В 2011 году альбом был переиздан лейблом «Геометрия», при этом Евгением Гапеевым был осуществлен ремастеринг. Новое издание сопровождалось DVD, содержавшим записи телепередачи «Антропология» с участием группы, двух концертов (в клубе Tabula Rasa и на Васильевском спуске) и видео с репетиций, а также буклетом с текстами песен на двух языках (русском и английском) и статьями Григория Дурново и Евгения Чижова.
15-летие выпуска альбома и его переиздание было отмечено концертом в клубе ChinaTown.

## Список композиций
1. Родной язык
2. Качка (песня финских моряков)
3. Коля и Соловей
4. Большевик
5. Город
6. Рок энд Ролль
7. Жаль
8. Песня счастья
9. Песня отчаяния
10. Припадок
11. Полоса неудач

## Участники записи
- Роман Суслов — гитара, вокал
- Дмитрий Шумилов — бас-гитара
- Максим Трефан — фортепиано
- Андрей Соловьёв — труба
- Павел Тонковид — саксофон
- Михаил Митин — ударные
- Аркадий Шилклопер — флюгельгорн (1, 7)

## Авторы текстов
- Роман Суслов — 1-7, 10
- Анна Арциховская-Кузнецова — 1, 3-7, 11
- Аркадий Семёнов — 1
- Александр Слынек — 4, 5, 7
- Владимир Седов — 11
- Автор неизвестен — 9

## Рецензии
Переиздание «Геометрии» удостоилось нескольких рецензий, в которых их авторы рассматривали альбом в контексте истории творчества группы и российской музыки в целом. При этом отмечено, что песни альбома за время, прошедшее с первого издания, стали классикой и в принципе являются хитами, за что альбом назван «краеугольным камнем в дискографии „Отказа“».
«„Коса на камень“ — альбом уникальный. Он явно ориентирован на аудиторию хотя бы понаслышке, но знакомую с парадоксами в области темпоритма, стихами Хлебникова и имеющей представление о предыдущих работах группы — вроде „Пыль на ботинках“ и „И-и раз!..“. Но слушать его абсолютно несложно».
Анализируя смысловую составляющую песен, рецензенты выделяли мотивы бегства от жизни больших городов в мир природы, освобождения и духовного обновления, находя соответствие этому в судьбе лидера коллектива Романа Суслова, в период записи альбома перебравшегося в деревню Тульской области.